# Sartang-e Barzeh
Sartang-e Barzeh (persiska: سرتنگ برزه, سَرِ تَنگ) är en ort i Iran.   Den ligger i provinsen Lorestan, i den centrala delen av landet, 400 km sydväst om huvudstaden Teheran. Sartang-e Barzeh ligger 2 194 meter över havet och antalet invånare är 218.
Terrängen runt Sartang-e Barzeh är bergig åt sydost, men åt nordväst är den kuperad. Runt Sartang-e Barzeh är det ganska glesbefolkat, med 29 invånare per kvadratkilometer. Närmaste större samhälle är Bīsheh, 17,6 km nordväst om Sartang-e Barzeh. Trakten runt Sartang-e Barzeh består i huvudsak av gräsmarker.